# 琴布拉
琴布拉（義大利語：Cembra），曾是意大利特伦托自治省的一个市镇。总面积16平方公里，人口1863人，人口密度116.4人/平方公里（2009年）。ISTAT代码为022055。
2016年1月1日，琴布拉和利西尼亚戈两市镇合并为新的琴布拉-利西尼亚戈市镇。